# Plocoglottis plicata
Plocoglottis plicata är en orkidéart som först beskrevs av William Roxburgh, och fick sitt nu gällande namn av Paul Ormerod. Plocoglottis plicata ingår i släktet Plocoglottis och familjen orkidéer. Inga underarter finns listade i Catalogue of Life.